# DHB-Pokal 2002/03
Der DHB-Pokal 2002/03 war die 29. Austragung des Handballpokalwettbewerbs der Herren. Das Finale fand am 13. April 2003 in der Color Line Arena in Hamburg statt. Sieger wurde zum ersten Mal die SG Flensburg-Handewitt.

## Modus
Es traten 108 Mannschaften aus der Bundesliga, der 2. Bundesliga, der Regionalliga, der Oberliga und dem Landesverband unterhalb der Oberliga im K.-o.-System gegeneinander an. Es wurden fünf Hauptrunden ausgetragen. Danach erfolgte die weitere Ausspielung mit zwei Halbfinalspielen und einem Finale im Final Four.

## 1. Runde
Die Begegnungen der 1. Runde fanden, ohne Beteiligung der 18 Erstligavereine, hauptsächlich am 31. August und 1. September 2002 statt. Der TuS 97 Bielefeld-Jöllenbeck verzichtete auf die Teilnahme. Der Büdelsdorfer TSV und die SG Leutershausen kamen durch ein Freilos in die 2. Runde.

### Nord
| Heimmannschaft              |   | Gastmannschaft            | Ergebnis                             |
| --------------------------- | - | ------------------------- | ------------------------------------ |
| MTV Herrenhausen            | – | TV Jahn Duderstadt        | 26:29 (12:13)                        |
| TSG Lübben                  | – | TV Grambke Bremen         | 23:24 (11:11)                        |
| HSG Sasel/Duwo              | – | HC 93 Bad Salzuflen       | 20:17 (12:9)                         |
| HSG 02 Bielefeld            | – | 1. SV Concordia Delitzsch | 37:36 (15:14, 29:29, 34:34) n. 2. V. |
| SV Blau-Weiß Wusterwitz     | – | TSV Burgdorf              | 15:25 (4:13)                         |
| VfL Lichtenrade III         | – | Ratzeburger SV            | 26:24 (11:8)                         |
| Ibbenbürener Spvg           | – | TuS Spenge                | 21:29 (10:17)                        |
| TV Emsdetten                | – | TSV Altenholz             | 26:29 (15:13)                        |
| MTV Braunschweig            | – | 1. VfL Potsdam            | 15:24 (8:10)                         |
| SG Flensburg-Handewitt II   | – | HSG Varel                 | 18:26 (11:11)                        |
| VfL Westercelle             | – | Stralsunder HV            | 20:42 (7:22)                         |
| HV Wernigerode              | – | SG Achim/Baden            | 25:33 (11:17)                        |
| HG 85 Köthen                | – | SG VfL/BHW Hameln         | 26:25 (9:10)                         |
| ASV Hamm                    | – | SC Magdeburg II           | 25:23 (13:9)                         |
| DHK Flensborg               | – | HG LTG/HTV Remscheid      | 25:19 (9:11)                         |
| TuS 97 Bielefeld-Jöllenbeck | – | TV Angermund              | Bielefeld verzichtete                |
| TSV Barsinghausen           | – | TSV Bremervörde           | 21:27 (6:11)                         |
| HSG Tarp-Wanderup           | – | Eintracht Hildesheim      | 27:25 (12:9)                         |
| TSV Rudow                   | – | SV Anhalt Bernburg        | 22:23 (9:13)                         |
| Ahlener SG                  | – | Dessauer HV               | 38:26 (15:14, 29:29, 34:34) n. 2. V. |
| TSV Altenholz II            | – | HC Empor Rostock          | 26:40 (12:18)                        |
| ATSV Stockelsdorf           | – | VfL Fredenbeck            | 23:25 (12:13)                        |
| USV Cottbus                 | – | SV Post Schwerin          | 24:38 (8:22)                         |

### Süd
| Heimmannschaft                 |   | Gastmannschaft             | Ergebnis                             |
| ------------------------------ | - | -------------------------- | ------------------------------------ |
| TV Nieder-Olm                  | – | SG Solingen                | 20:36 (13:20)                        |
| SG Köndringen/Teningen         | – | TV 1886 Offenbach          | 33:32 (25:25, 28:28, 32:32) n. 2. V. |
| TSV Ottobeuren                 | – | TVA Saarbrücken            | 25:22 (9:8, 2:22, 6:6) n. V.         |
| LHV Hoyerswerda II             | – | TV Hemsbach                | 24:29 (11:11)                        |
| SG Werratal 92                 | – | HSG Konstanz               | 29:23 (13:8)                         |
| HBW Balingen-Weilstetten       | – | TV Kornwestheim            | 22:20 (9:8)                          |
| TV Hüttenberg                  | – | TSV Bayer Dormagen         | 26:31 (8:16)                         |
| TSV Simbach                    | – | TSG Friesenheim            | 18:34 (10:17)                        |
| HSC Bad Neustadt               | – | HC Erlangen                | 26:28 (13:10, 24:24) n. V.           |
| Borussia Mönchengladbach       | – | TuSpo Obernburg            | 27:15 (14:10)                        |
| TV Gelnhausen                  | – | HSG Gensungen/Felsberg     | 27:34 (16:10)                        |
| TSG Münster                    | – | EHV Aue                    | 30:40 (14:18)                        |
| TSV Baden Östringen            | – | HSG Römerwall              | 27:21 (14:10)                        |
| HSG Mülheim-Kärlich/Bassenheim | – | HG Oftersheim/Schwetzingen | 24:20 (13:12)                        |
| TSV Deizisau                   | – | HSG Düsseldorf             | 27:28 (12:9)                         |
| SC Bayer 05 Uerdingen          | – | TV Kirchzell               | 18:25 (11:12)                        |
| HSV Glauchau                   | – | SG Waldfischbach           | 24:11 (11:4)                         |
| VfL Goldstein                  | – | LTV Wuppertal              | 22:21 (14:12)                        |
| Wermelskirchener TV            | – | MSG Melsungen-Böddiger     | 20:23 (9:10)                         |
| HSG Albstadt                   | – | HV Ilmenau                 | 28:24 (13:13)                        |
| HSG Völklingen                 | – | HG Saarlouis               | 17:15 (9:8)                          |

## 2. Runde
Die Begegnungen der 2. Runde fanden hauptsächlich am 9. Oktober 2002 statt.
| Heimmannschaft           |   | Gastmannschaft                 | Ergebnis                   |
| ------------------------ | - | ------------------------------ | -------------------------- |
| Wilhelmshavener HV       | – | THW Kiel                       | 21:23 (11:13)              |
| HSG Völklingen           | – | HSG Mülheim-Kärlich/Bassenheim | 26:36 (13:17)              |
| TSV Ottobeuren           | – | HC Erlangen                    | 31:25 (15:13)              |
| SG Köndringen/Teningen   | – | SG Werratal 92                 | 24:27 (9:12)               |
| EHV Aue                  | – | HSG Gensungen/Felsberg         | 35:25 (16:16)              |
| HSG Albstadt             | – | TSG Friesenheim                | 15:32 (12:12)              |
| TSV Bayer Dormagen       | – | MSG Melsungen/Böddiger         | 29:27 (12:16)              |
| TV Kirchzell             | – | HSG Düsseldorf                 | 21:23 (12:12)              |
| VfL Goldstein            | – | TV Angermund                   | 24:23 (13:15)              |
| HSG Sasel/Duwo           | – | TSV Bremervörde                | 28:31 (13:12)              |
| ASV Hamm                 | – | Ahlener SG                     | 17:22 (11:9)               |
| TuS Spenge               | – | SV Anhalt Bernburg             | 36:34 (26:26, 12:16) n. V. |
| HSG 02 Bielefeld         | – | TV Grambke Bremen              | 31:26 (17:17)              |
| Büdelsdorfer TSV         | – | HC Empor Rostock               | 19:33 (12:13)              |
| TSV Burgdorf             | – | VfL Fredenbeck                 | 30:25 (14:17)              |
| SV Post Schwerin         | – | Stralsunder HV                 | 29:19 (14:9)               |
| VfL Lichtenrade III      | – | TV Jahn Duderstadt             | 31:29 (28:28, 15:16) n. V. |
| SG Achim/Baden           | – | TSV Altenholz                  | 31:25 (16:11)              |
| HSG Varel                | – | HSV Hamburg                    | 20:24 (12:11)              |
| SC Magdeburg             | – | HSG Tarp-Wanderup              | 41:21 (15:8) (*)           |
| DHK Flensborg            | – | SG Flensburg-Handewitt         | 18:42 (9:22)               |
| 1. VfL Potsdam           | – | TBV Lemgo                      | 20:40 (10:21)              |
| TV Hemsbach              | – | TV Großwallstadt               | 20:34 (9:18)               |
| Frisch Auf Göppingen     | – | HSG Wetzlar                    | 23:19 (12:13)              |
| HBW Balingen             | – | SG Willstätt/Schutterwald      | 26:35 (13:16)              |
| SG Leutershausen         | – | VfL Pfullingen                 | 22:23 (10:10)              |
| Borussia Mönchengladbach | – | VfL Gummersbach                | 24:36 (11:19)              |
| SG Baden Östringen       | – | SG Wallau/Massenheim           | 21:23 (9:12)               |
| HSV Glauchau             | – | TUSEM Essen                    | 14:43 (9:21)               |
| SG Solingen              | – | ThSV Eisenach                  | 36:30 (27:27, 15:15) n. V. |
| GWD Minden               | – | TuS N-Lübbecke                 | 27:28 (15:13)              |
| HG 85 Köthen             | – | HSG Nordhorn                   | 20:37 (12:21)              |
| (*) Heimrecht getauscht  |   |                                |                            |

## 3. Runde
Die Begegnungen der 3. Runde fanden hauptsächlich am 6. November 2002 statt.
| Heimmannschaft         |   | Gastmannschaft                 | Ergebnis      |
| ---------------------- | - | ------------------------------ | ------------- |
| HSV Hamburg            | – | THW Kiel                       | 24:26 (14:10) |
| SG Flensburg-Handewitt | – | SC Magdeburg                   | 31:24 (16:12) |
| TSG Friesenheim        | – | Frisch Auf Göppingen           | 22:26 (12:12) |
| Ahlener SG             | – | TuS N-Lübbecke                 | 25:28 (10:16) |
| EHV Aue                | – | TBV Lemgo                      | 18:31 (9:16)  |
| TSV Burgdorf           | – | TSV Bremervörde                | 32:20 (13:11) |
| VfL Lichtenrade III    | – | HSG Mülheim-Kärlich/Bassenheim | 31:32 (16:17) |
| SG Werratal 92         | – | SG Willstätt/Schutterwald      | 32:29 (15:13) |
| SV Post Schwerin       | – | SG Solingen                    | 31:26 (13:11) |
| SG Achim/Baden         | – | HSG 02 Bielefeld               | 35:30 (19:14) |
| VfL Goldstein          | – | TuS Spenge                     | 18:28 (11:13) |
| TV Großwallstadt       | – | VfL Pfullingen                 | 26:22 (12:11) |
| TSV Ottobeuren         | – | SG Wallau/Massenheim           | 22:37 (10:18) |
| TSV Bayer Dormagen     | – | HSG Düsseldorf                 | 28:26 (11:14) |
| HC Empor Rostock       | – | VfL Gummersbach                | 24:31 (12:16) |
| HSG Nordhorn           | – | TUSEM Essen                    | 27:30 (10:16) |

## 4. Runde
Die Begegnungen der 4. Runde fanden hauptsächlich am 11. Dezember 2002 statt.
| Heimmannschaft                 |   | Gastmannschaft         | Ergebnis      |
| ------------------------------ | - | ---------------------- | ------------- |
| TBV Lemgo                      | – | THW Kiel               | 30:32 (12:14) |
| TV Großwallstadt               | – | Frisch Auf Göppingen   | 24:29 (10:13) |
| SG Werratal 92                 | – | SG Wallau/Massenheim   | 26:38 (11:17) |
| TSV Bayer Dormagen             | – | TuS Spenge             | 22:29 (11:14) |
| VfL Gummersbach                | – | TuS N-Lübbecke         | 29:23 (10:9)  |
| HSG Mülheim-Kärlich/Bassenheim | – | TSV Burgdorf           | 23:33 (11:16) |
| SG Achim/Baden                 | – | SG Flensburg-Handewitt | 25:44 (11:19) |
| SV Post Schwerin               | – | TUSEM Essen            | 28:31 (14:17) |

## 5. Runde
Die Begegnungen der 5. Runde fanden hauptsächlich am 12. Februar 2003 statt.
| Heimmannschaft         |   | Gastmannschaft  | Ergebnis      |
| ---------------------- | - | --------------- | ------------- |
| SG Flensburg-Handewitt | – | THW Kiel        | 28:24 (11:8)  |
| TSV Burgdorf           | – | TUSEM Essen     | 20:25 (11:12) |
| Frisch Auf Göppingen   | – | TuS Spenge      | 37:25 (19:12) |
| SG Wallau/Massenheim   | – | VfL Gummersbach | 33:31 (18:16) |

## Final Four
Die Pokalendrunde wurde am 12. und 13. April 2003 in der Color Line Arena in Hamburg ausgetragen.

### Halbfinale
Die Halbfinalspiele wurden am 12. April 2003 ausgetragen.
| Heimmannschaft         |   | Gastmannschaft       | Ergebnis      |
| ---------------------- | - | -------------------- | ------------- |
| SG Wallau/Massenheim   | – | TUSEM Essen          | 20:25 (9:13)  |
| SG Flensburg-Handewitt | – | Frisch Auf Göppingen | 33:28 (17:14) |

### Finale
Das Finale um den DHB-Pokal wurde am 13. April 2003 um 14.15 Uhr ausgetragen.
| Heimmannschaft |   | Gastmannschaft         | Ergebnis                 |
| -------------- | - | ---------------------- | ------------------------ |
| TUSEM Essen    | – | SG Flensburg-Handewitt | 30:31 (27:27, 12:16) n.V |